# ربة (نبات)
الرِّبَّة أو بليحة، ليبيا (الاسم العلمي: Lippia L.) هي جنس نباتي يتبع الفصيلة اللويزية من رتبة الشفويات وطائفة ثنائيات الفلقة.